# Mycoplasma felis

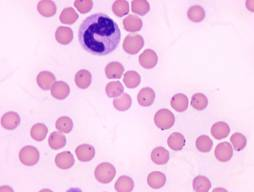
Imagen microscópica del micoplasma felis en los glóbulos rojos

Mycoplasma felis —sin. Hemobartonella felis— o hemoplasma es una bacteria gramnegativa que causa la micoplasmosis felina o anemia infecciosa en gatos.

## Taxonomía y sistemática
Inicialmente los hemoplasmas fueron clasificados en el orden Rickettsiales, basados en su parasitismo obligado, pequeño tamaño, morfología, tropismo por los eritrocitos y su respuesta a la antibioticoterapia. En la década de los 90 con el desarrollo de la secuenciación molecular y datos de filogenia basados en el gen 165 ARNr, se demostró que el género Hemobartonella se relacionaba con el género Mycoplasma y se los reclasifico dentro de la flia Mycoplasmataceae.
Los micoplasmas se caracterizan por ser pequeñas bacterias de un tamaño aproximado de 0,5 micras, epicelular obligadas por ausencia de pared celular, lo cual los hace dependientes de las células huésped. Se los puede observar adheridos a la membrana celular de los glóbulos rojos, libres en el plasma, entre los eritrocitos, en forma individual o en cadena.
Las especies identificadas en gatos son: 
- Micoplasma haemofelis: especie más patógena porque puede colonizar al individuo sin necesidad de que haya un mecanismo inmunosupresor
- Candidatus M. haemominutum: levemente patógena
- Candidatus M. turicensis: levemente patógena